# Sergio Chaple
Escritor cubano, nació en La Habana en 1939 falleció en La Habana 30 de mayo 2019.
Alumno de colegio religioso, donde cursó sus primeros estudios. La segunda enseñanza la culminó en el Instituto de Segunda Enseñanza de La Víbora. Licenciado en Letras en la Universidad de La Habana, pasa a formar parte del Instituto de Literatura y Lingüística de la Academia de Ciencias de Cuba. Cursó estudios de Estilística por la Universidad Carolina de Praga. Doctor de la Sección de Literatura del Ministerio de Cultura de Cuba.

## Obras publicadas
- 1974: Hacia una luz más pura (cuentos, La Habana). Premio de la UNEAC.
- 1969: Usted sí puede tener un Buick (cuentos, La Habana).

- Datos: Q6125382